# Canalis caroticus
Als Canalis caroticus wird der knöcherne Kanal der Arteria carotis interna bezeichnet, welcher in die mittlere Schädelgrube (Fossa cranii media) mündet und der Arterie somit als Pforte in den Schädel dient. Der Canalis caroticus wird gebildet durch den medialen Teil des Felsenbeins (Pars petrosa ossis temporalis), welches Teil des Schläfenbeins (Os temporale) ist.